# Saint-Béat
Saint-Béat ist eine Ortschaft und eine ehemalige französische Gemeinde mit 333 Einwohnern (Stand 1. Januar 2020) im Département Haute-Garonne in der Region Okzitanien. Die Einwohner werden Saint-Béatais genannt.
Mit Wirkung vom 1. Januar 2019 wurden die früheren Gemeinden Lez und Saint-Béat zur Commune nouvelle Saint-Béat-Lez zusammengeschlossen, in der lediglich Lez den Status einer Commune déléguée erhalten hat.

## Geographie
Saint-Béat befindet sich in den Pyrenäen, im Süden des Départements Haute-Garonne. Der Ort liegt im Tal der Garonne, am Fuße des Pic du Gar etwa 33 Kilometer südöstlich von Saint-Gaudens. Er wird von der Route nationale 125 versorgt, der Bahnhof der SNCF heißt Marignac–Saint-Béat.

## Geschichte
Nach einer Legende ist Saint-Béat nach einem lokalen Heiligen, dem Missionar der Beauce, benannt, der auch einen Drachen getötet haben soll.
Im Altertum trug die Gegend um Saint-Béat den Namen Passus Lupi („Wolfs-Furt“), weil die Jagdwege der hungrigen Pyrenäen-Wölfe aus dem Val d’Aran hier über eine Furt in der Garonne führten. Da der Ort und die hier errichtete Zitadelle eine Schlüsselstellung im Garonne-Tal innehatten, trug er auch den Namen clé de la France („Schlüssel zu Frankreich“), was im Wappen der Stadt zum Ausdruck kommt. Aus der gallorömischen Zeit sind mehrere Weiheinschriften für die Gottheit Erriapus gefunden worden.
Heute ist Saint-Béat wegen der Marmorsteinbrüche bekannt, die, nach einigen Funden zu schließen, schon von den Römern verwendet worden waren. Sie werden deshalb brèche romaine („Römersteinbruch“) genannt. Eine regionale Überlieferung berichtet, die Trajanssäule in Rom sei aus diesem Marmor errichtet worden, was nachgewiesenermaßen nicht stimmt. Säulen des Klostergebäudes in Saint-Bertrand-de-Comminges und einige Brunnen und Statuen im Park von Versailles sind allerdings tatsächlich aus diesem Marmor gebaut. Heute findet das Festival de sculpture de marbre für junge Bildhauer hier statt.
Lange Zeit war Saint-Béat der Sammelplatz für Esel und Mulis, die über das Gebirge nach Spanien getrieben wurden. Überschwemmungen bei Garonne-Hochwasser und Steinschläge nach Gewittern waren eine ständige Bedrohung für die Bewohner. Im Jahre 1999 war der Ort Epizentrum eines Erdbebens der Stärke 4,8.
Von 1914 bis 1953 verkehrte eine elektrische Tramway-Linie von Marignac über Saint-Béat nach Pont-du-Roy.
Der Marschall, Kriegsminister und Gouverneur von Madagaskar, Joseph Gallieni (1849–1916), wurde im Ort geboren, ebenso der napoleonische General Jean Léonard Barrié (1762–1848) und der Fresken-Maler Romain Cazes (1810–1881).
Die Gemeinde Saint-Béat wurde am 1. Januar 2019 mit Lez zur Commune nouvelle Saint-Béat-Lez zusammengeschlossen.

## Sehenswürdigkeiten
Ein Balkon eines Hauses im Ort soll dem Theaterschriftsteller Edmond Rostand als Vorbild für die berühmte Balkonszene im Versdrama Cyrano de Bergerac gedient haben.
Neben dem Römersteinbruch sind auch die Burg mit einer Kapelle und die Kirche Saint-Béat Saint-Privat mit Schatzkammer (als Monument historique 1926 und 1994 klassifiziert), beide aus dem 12. Jahrhundert, sehenswert. In der Kirche sind in einem Grab die Reliquien von Saint Béat und Saint Privat bestattet. Die Chapelle de Géry, Chapelle de Ladivert und Chapelle troglodytique (Felsenhöhlenbau) Saint-Roch, sowie das Geburtshaus von Marschall Gallieni zählen ebenfalls zu den Touristenattraktionen.

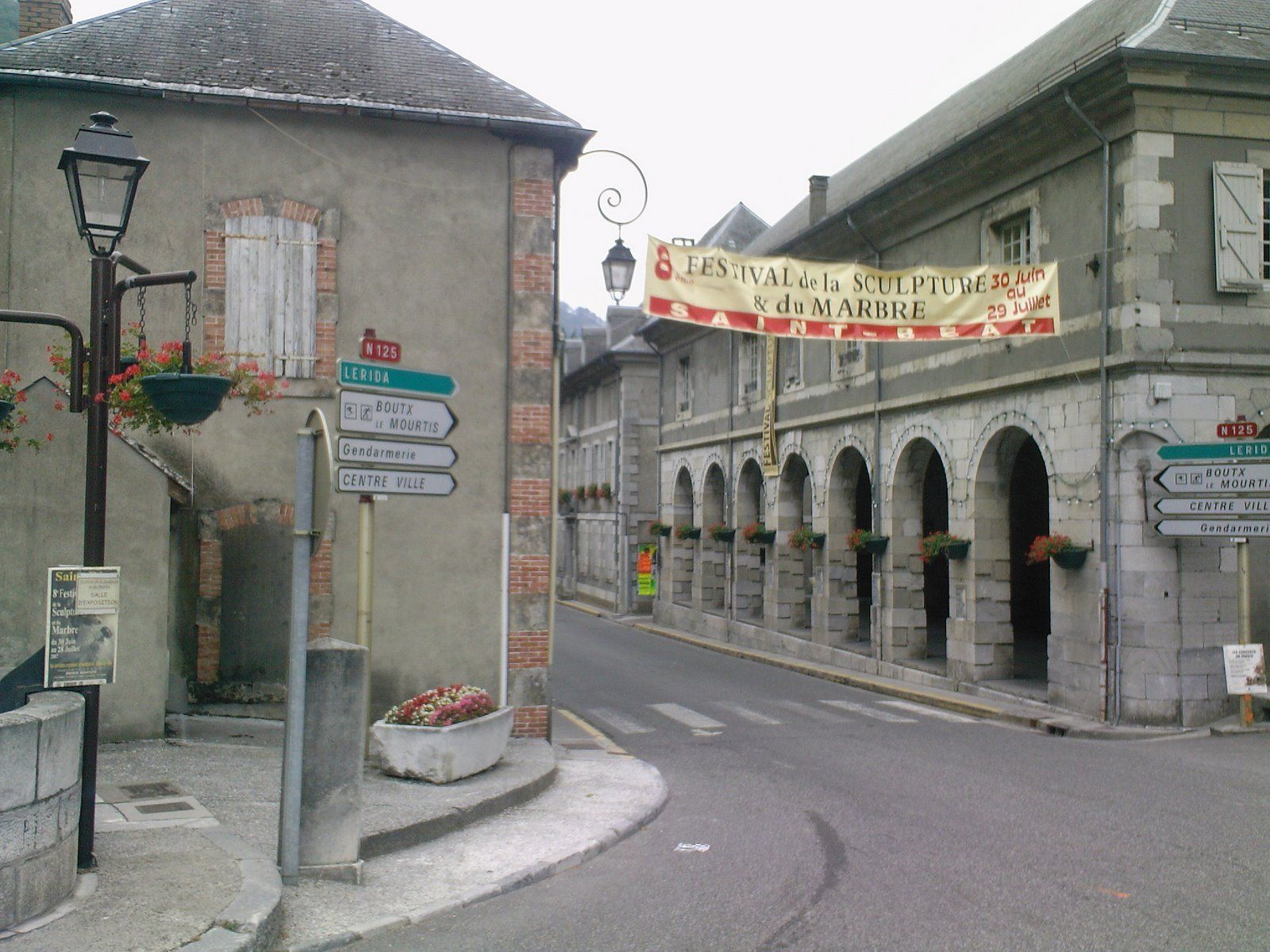
Ortsmitte
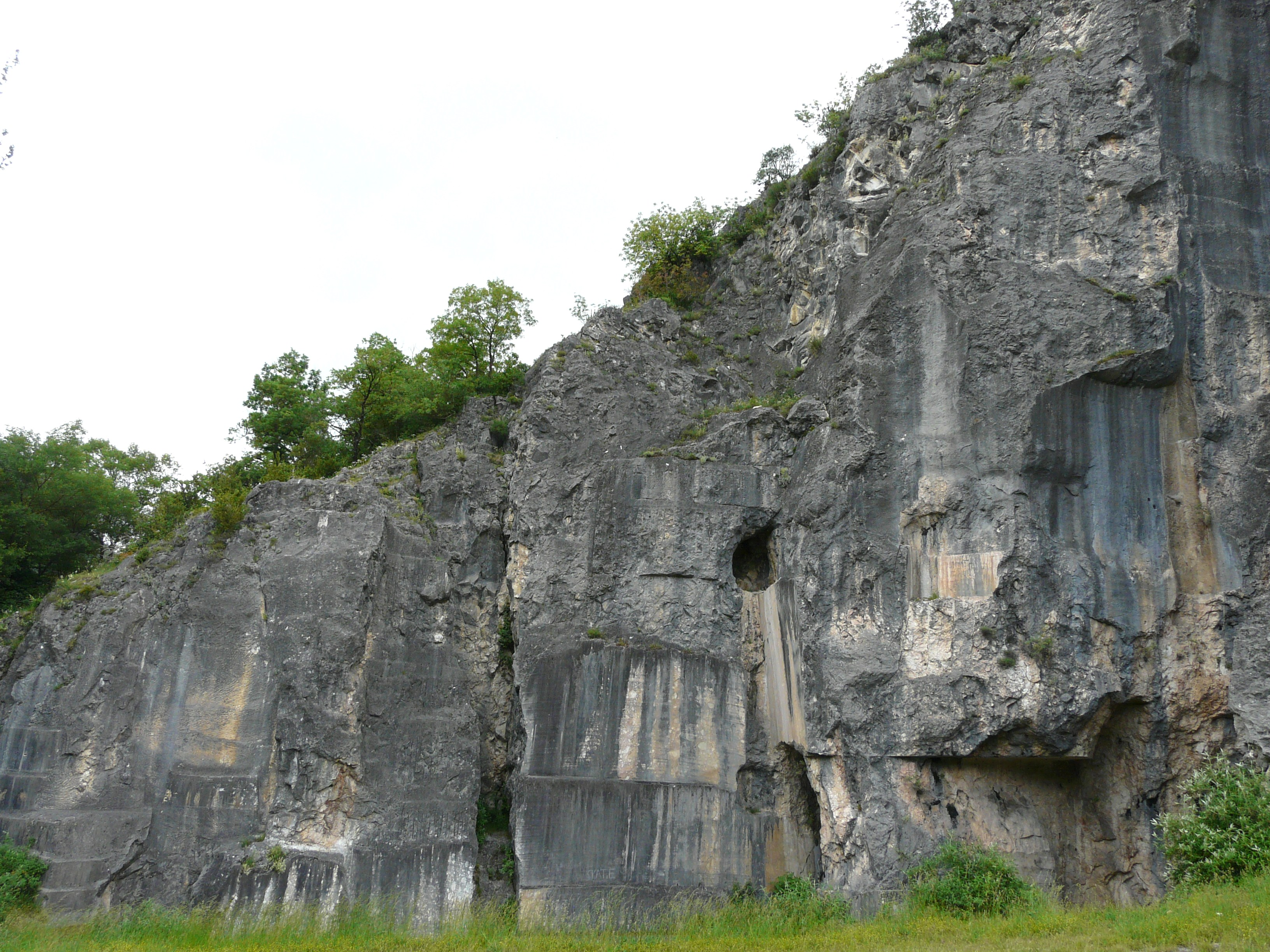
Brèche romaine
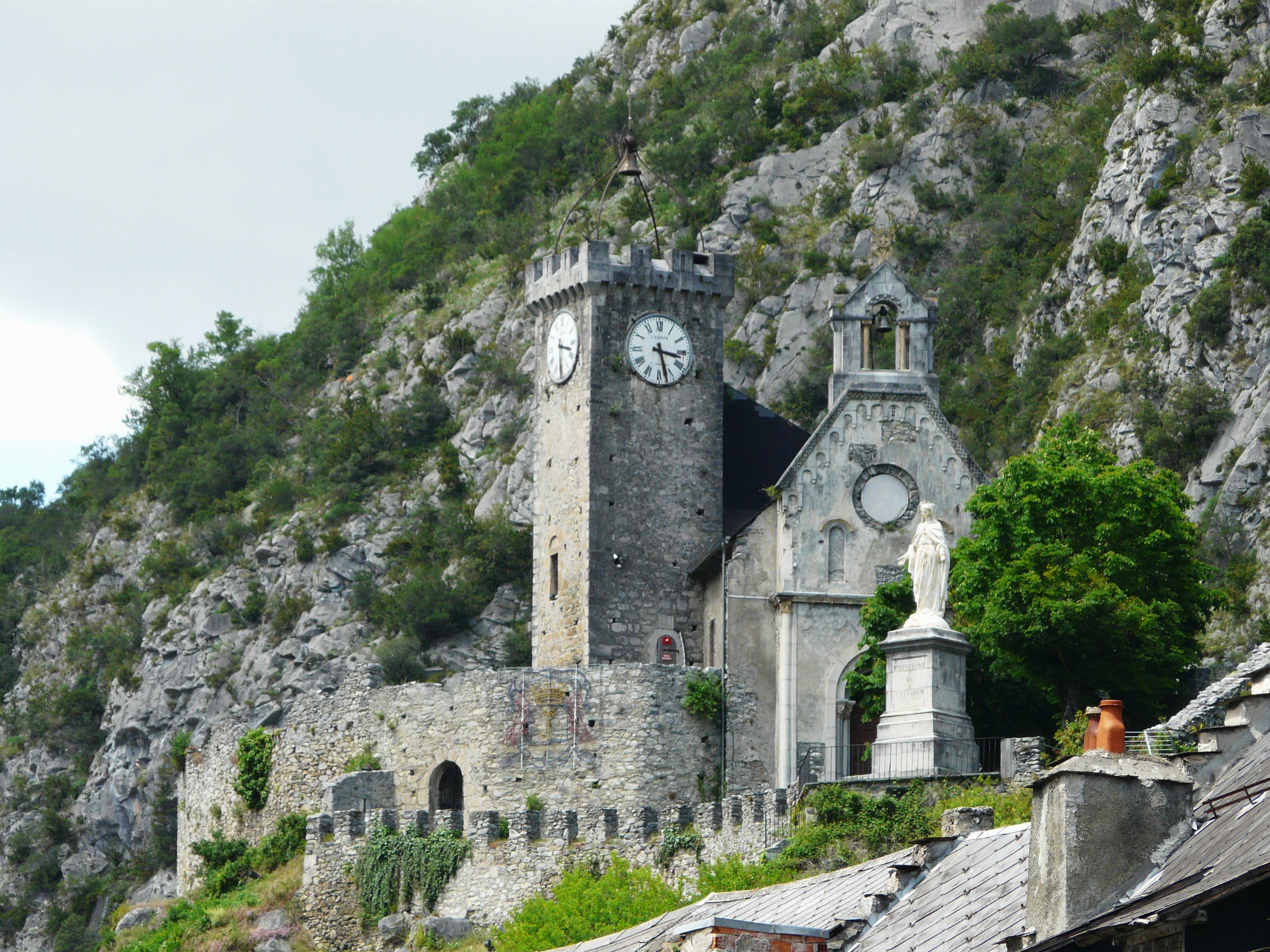
Burg mit Kapelle
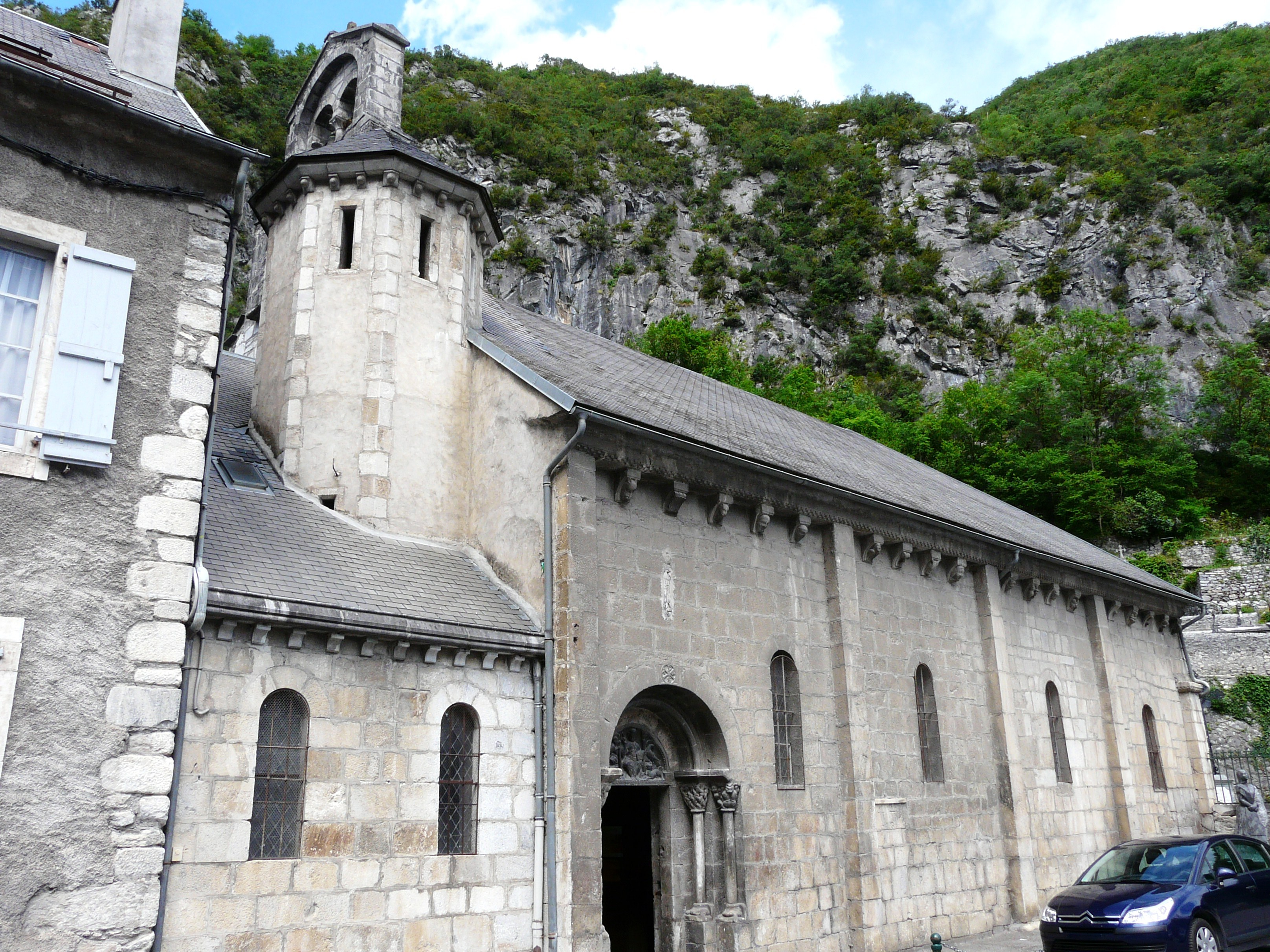
Saint-Béat Saint-Privat
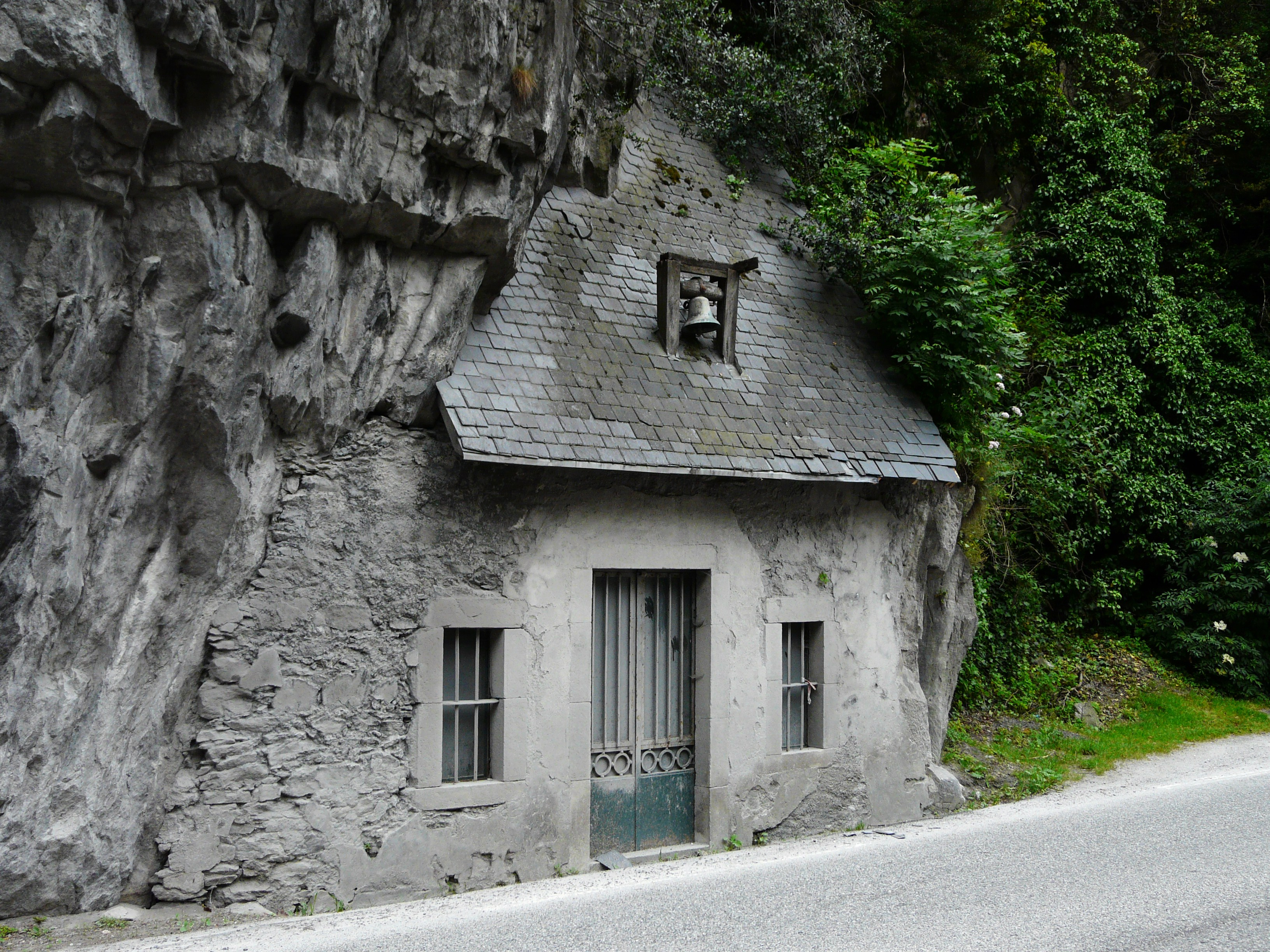
Chapelle Saint-Roch
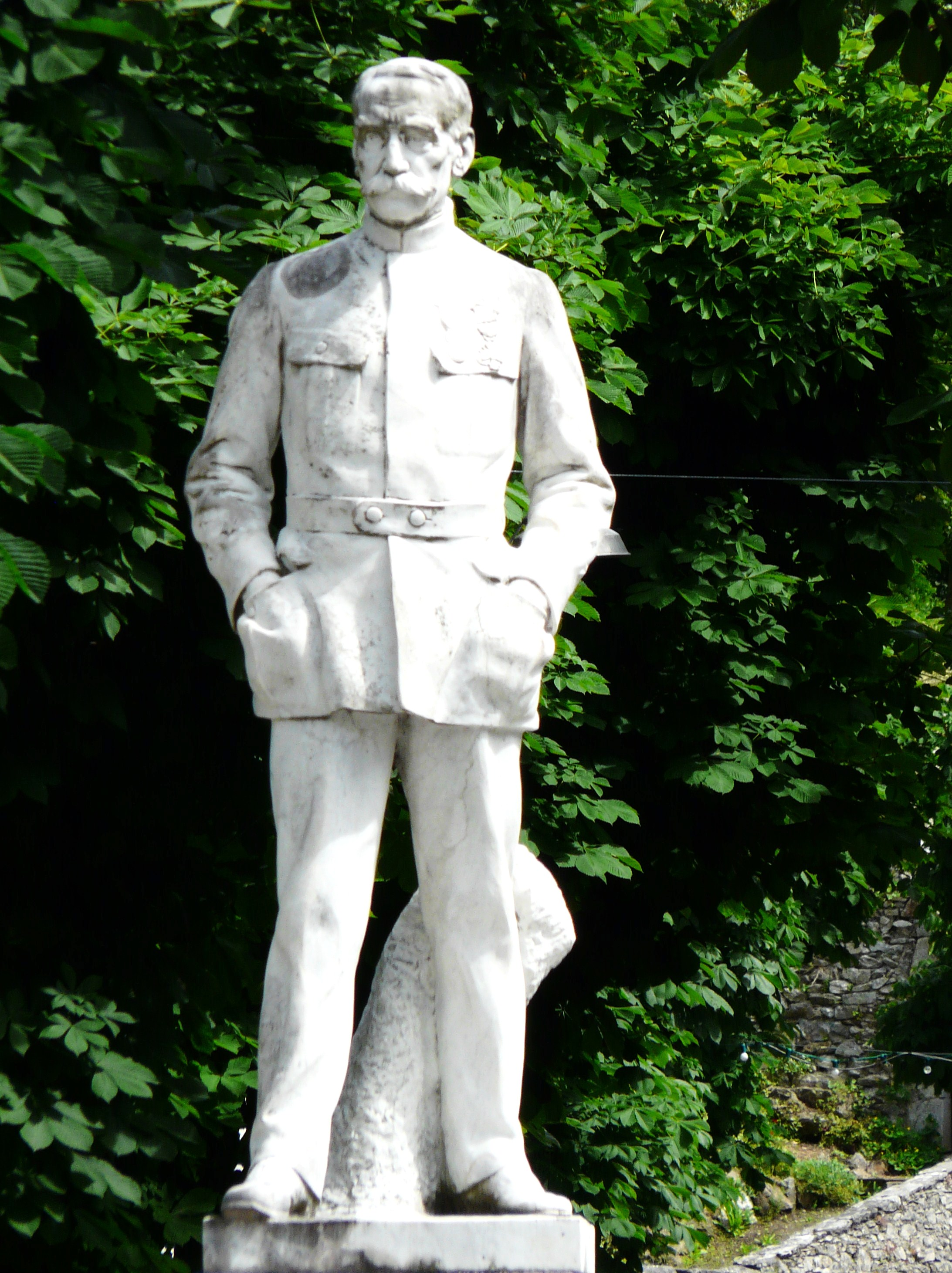
Gallieni-Denkmal